# Enicospilus hamatus
Enicospilus hamatus là một loài tò vò trong họ Ichneumonidae.